# Na Věžích
Na Věžích (též Petrovice) jsou zaniklá tvrz označovaná také jako hrad východně od Petrovic u Oseka v okrese Strakonice v Jihočeském kraji. Založena byla ve čtrnáctém století a zanikla během husitských válek. Dochovalo se po ni tvrziště chráněné jako kulturní památka.

## Historie
Existence tvrze je v písemných pramenech ze čtrnáctého století doložena jen nepřímo přídomkem Belky z Petrovic, manželky Hroznaty z Domanic, uváděné v roce 1394. Podle archeologického výzkumu tvrz vznikla ve druhé polovině čtrnáctého století a zanikla v průběhu husitských válek. V patnáctém století Petrovice získalo město Písek a roku 1542 si je nechalo zapsat do desk zemských.

## Stavební podoba
Tvrziště se nachází nad soutokem Brložského a Petrovického potoka. Přirozenou ochranu jižní a západní strany tvořily strmé svahy spadající do údolí potoka. Z opevnění zbývajících dvou stran se dochoval pravoúhle zalomený příkop široký deset až dvanáct metrů a až čtyři metry hluboký. Na východní straně jej navíc lemuje vnější val. Opevnění chránilo plošinu s rozměry asi 40 × 35 metrů. Hlavní stavbou tvrze pravděpodobně bývala hranolová věž dochovaná v podobě pahorku se čtvercovou prohlubní o rozměrech 4 × 4 metry na vrcholu. Jižně od věže bývalo nádvoří, na jehož ploše jsou patrné dva pozůstatky zahloubených objektů a v jihozápadním nároží se nachází relikt menší obranné věže.